# Webster (New York)
Webster ist eine US-amerikanische Kleinstadt (Town) im Monroe County des Bundesstaats New York. Das U.S. Census Bureau hat bei der Volkszählung 2020 eine Einwohnerzahl von 45.327 ermittelt. Webster ist ein Vorort der Stadt Rochester.

## Geografie
Die Stadt Webster grenzt im Norden an den Ontariosee, im Osten an Wayne County, im Westen an die Irondequoit Bay und die Stadt Irondequoit und im Süden an die Stadt Penfield.

## Geschichte
Am 25. Juli 1837 sprach der Redner und Politiker Daniel Webster vor einer Versammlung von Angehörigen der United States Whig Party im nahe gelegenen Rochester über die Wirtschaft. Whig-Farmer aus North Penfield, die zu Websters Zuhörern gehörten, waren von seiner Eloquenz so beeindruckt, dass sie bei der staatlichen Legislative eine Petition für einen separaten Stadtstatus von Penfield einreichten und sich dafür entschieden, diese nach ihm zu benennen. Am 6. Februar 1840 wurde der nördliche Teil von Penfield offiziell als Stadt Webster mit 2235 Einwohnern gegründet. Webster verfügt über ein eigenes Museum, das die Geschichte der Stadt und seiner Bürgern teilt.

## Demografie
Nach der Volkszählung von 2010 leben in Webster 42.641 Menschen. Die Bevölkerung teilt sich 2017 auf in 81,2 % nicht-hispanische Weiße, 5,0 % Afroamerikaner, 0,3 % amerikanische Ureinwohner, 5,6 % Asiaten und 2,5 % mit zwei oder mehr Ethnizitäten. Hispanics oder Latinos machten 5,2 % der Bevölkerung von Webster aus. Das mittlere Haushaltseinkommen lag bei 45.562 US-Dollar und die Armutsquote bei 18,6 %.

## Persönlichkeiten
- Asa Jennings (1877–1933), methodistischer Theologe, Mitglied der YMCA, Retter von Griechen, Armeniern und Juden in der Türkei
- Brian Bliss (* 1965), Fußballspieler